# لشک لیخوتا
لشک لیخوتا (لهستانی: Leszek Lichota؛ ‏ ۱۷ اوت ۱۹۷۷) بازیگر اهل لهستان بود. وی از سال ۱۹۹۹ میلادی تاکنون مشغول فعالیت بوده‌است.
از فیلم‌ها یا برنامه‌های تلویزیونی که وی در آن نقش داشته‌است، می‌توان به طاقت بیاور، تله، خبرچینان، از روی عشق، محکوم، سیل، ژنرال نیل، هوس‌های امپراتور، خودِ زندگی، کربلا، موج جرم و جنایت، پرستار کودک، مرز، قانون حقیقی، کارآگاهان جنایی، پدر متیو، دوران افتخار، ۳۹ و نیم، بدن مسیح، هتل ۵۲ و در خیابان سپولنی اشاره کرد.